# デンマークのビール

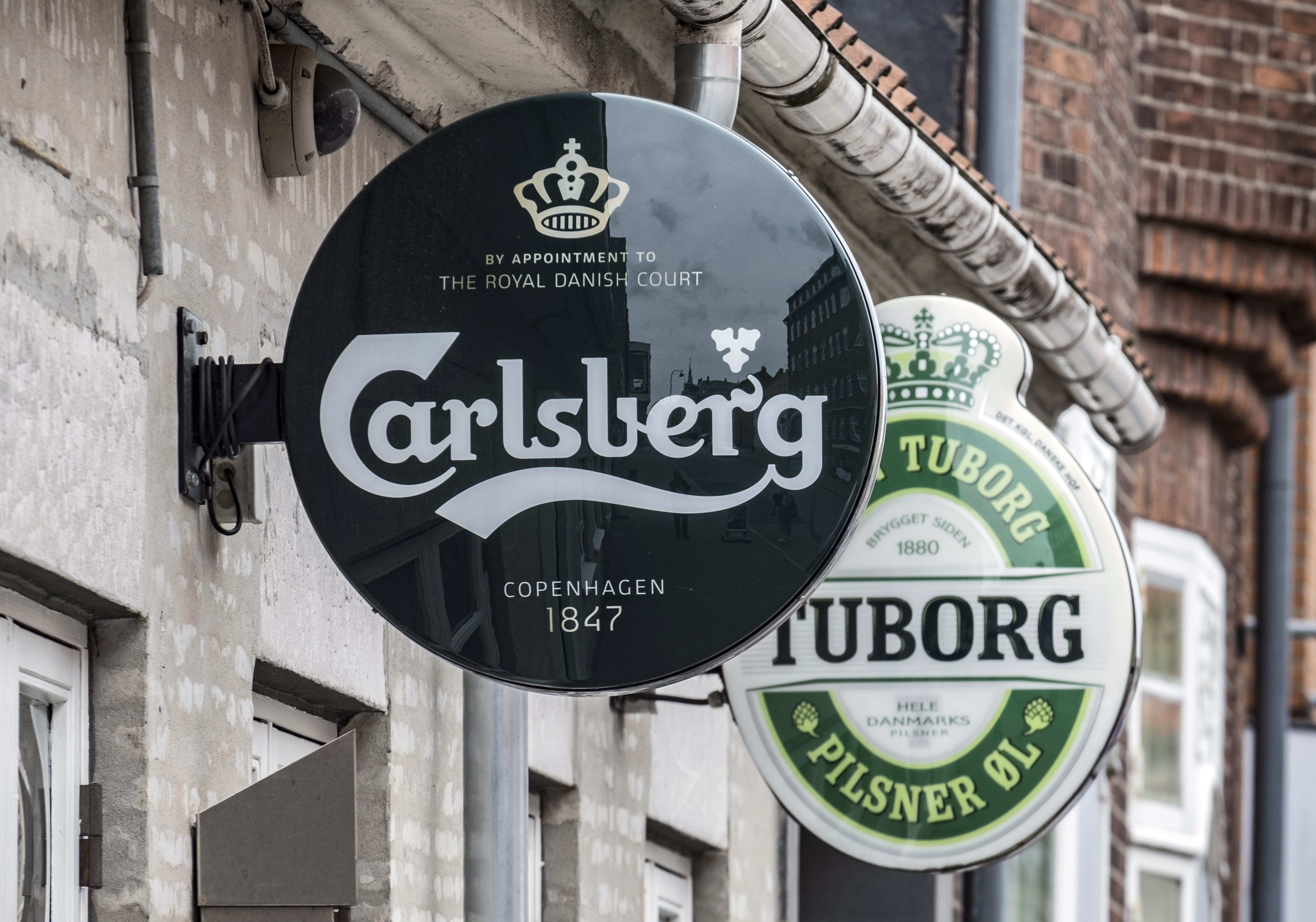
フレゼリシア市内にあるカールスバーグとツボルグの看板

デンマークのビール（英語: Beer in Denmark）では、デンマークで製造されるビールの概要について記す。

## 歴史
デンマークのビールの歴史は5000年とも言われている。
かつて、デンマークを含むスカンディナヴィア半島、バルト海沿岸の住人であったヴァイキングたちは、「ビールは水よりも健康的な飲料」と考えており、ライトビールを水代わりに飲んでいた。
1525年には、デンマークで最初の醸造業者ギルドが設立される。醸造業者ギルドには、一般市民の他にも国王や軍隊に製品を供給する地元の醸造業者が名を連ねていた。なお、当時の軍隊での1日の配給量は1人当たり約10リットルである。
1838年、J.C.ヤコブセンはデンマーク国王にババリアン（ドイツ・バイエルン地方ビール、ラガービール）を献上する。近代的な製法で醸造され長期保存も利いたババリアンビールは他のビールより優れており、ヤコブセンは1847年にコペンハーゲン郊外にカールスバーグの醸造所を設立する。1873年にはツボルグが設立されラガービールの製造を開始した。
ツボルグはカールスバーグとの提携を経て、1970年にはカールスバーグの子会社となった。業界1位と2位の会社であったため、カールスバーグのデンマークでのビールシェアは8割になった。デンマーク国内には弱小の醸造業社50社ほどあるが、カールスバーグがこういった弱小業者が倒産しないような値付けをすることで、弱小業者も生き残っている。また、カールスバーグの利益は莫大なものになるわけだが、多額の納税、公園の整備、船の寄付などフィランソロピーを行うことで、国内の発展や国内の中小企業の保護に貢献しているという見方もある。

## 消費動向
デンマークでのビール消費量は減少傾向にあり、2012年の資料によれば、デンマーク人の年間ビール消費量は1人あたり平均62.1リットル。それでも日本のビール消費量45.5リットルと比べると多い。
スーパーマーケットで販売されている缶ビールは、1缶100円前後であり、他の北欧諸国よりも安価である。また、ビールを含む飲料アルコール類の販売は10時から20時の間に制限されている。
デンマークでも地ビールブームが起きており、マイクロブルワリーの数は200を超している。

## デンマークビールのブランド
- カールスバーグ
- ツボルグ

## イースタービール

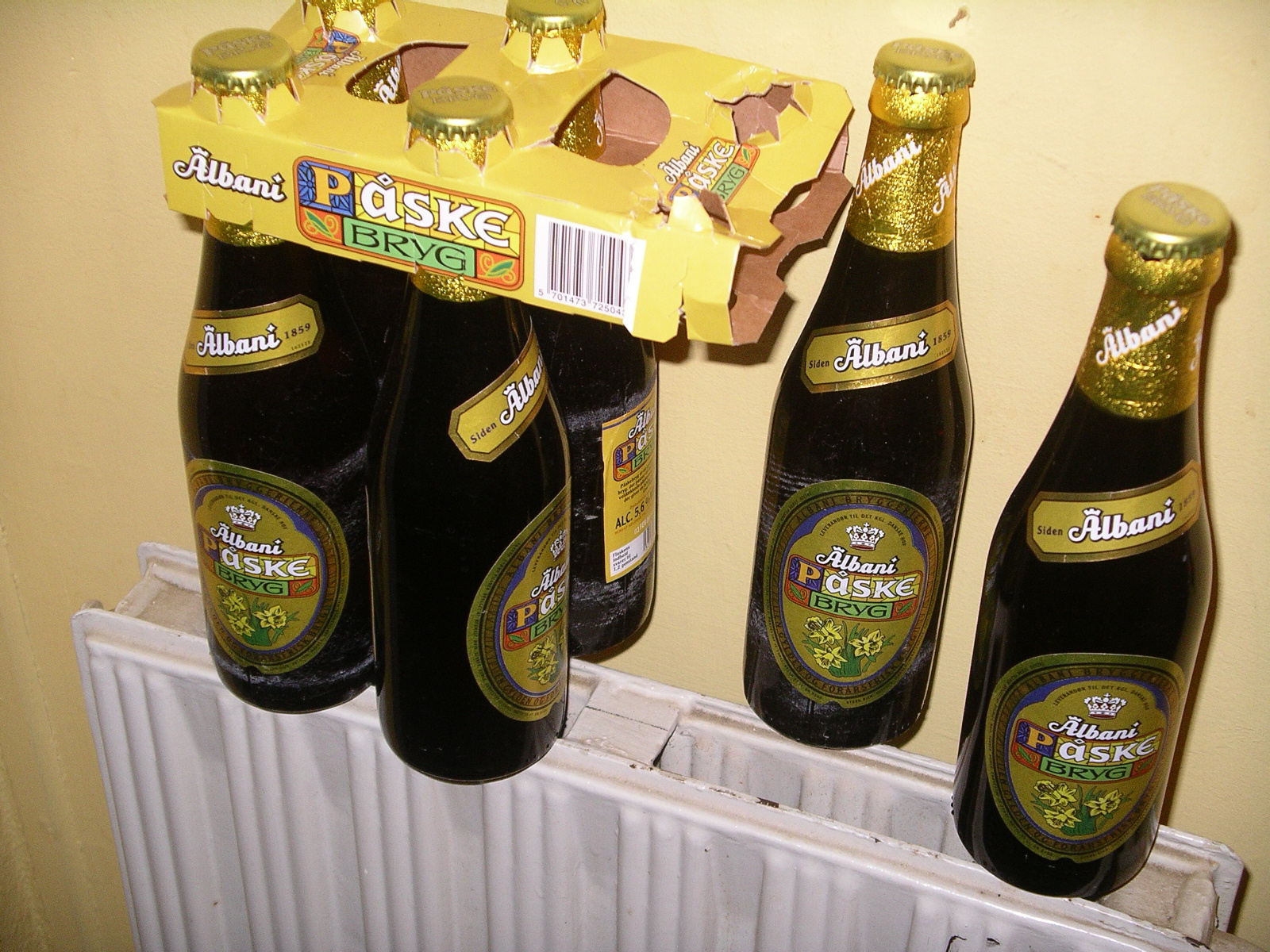
イースタービール製品のボトル

1905年、イースターに合わせてアルコール度数が通常のビールよりも高いイースタービールが販売され、デンマーク国民の間に浸透した。

## ユールブリュック

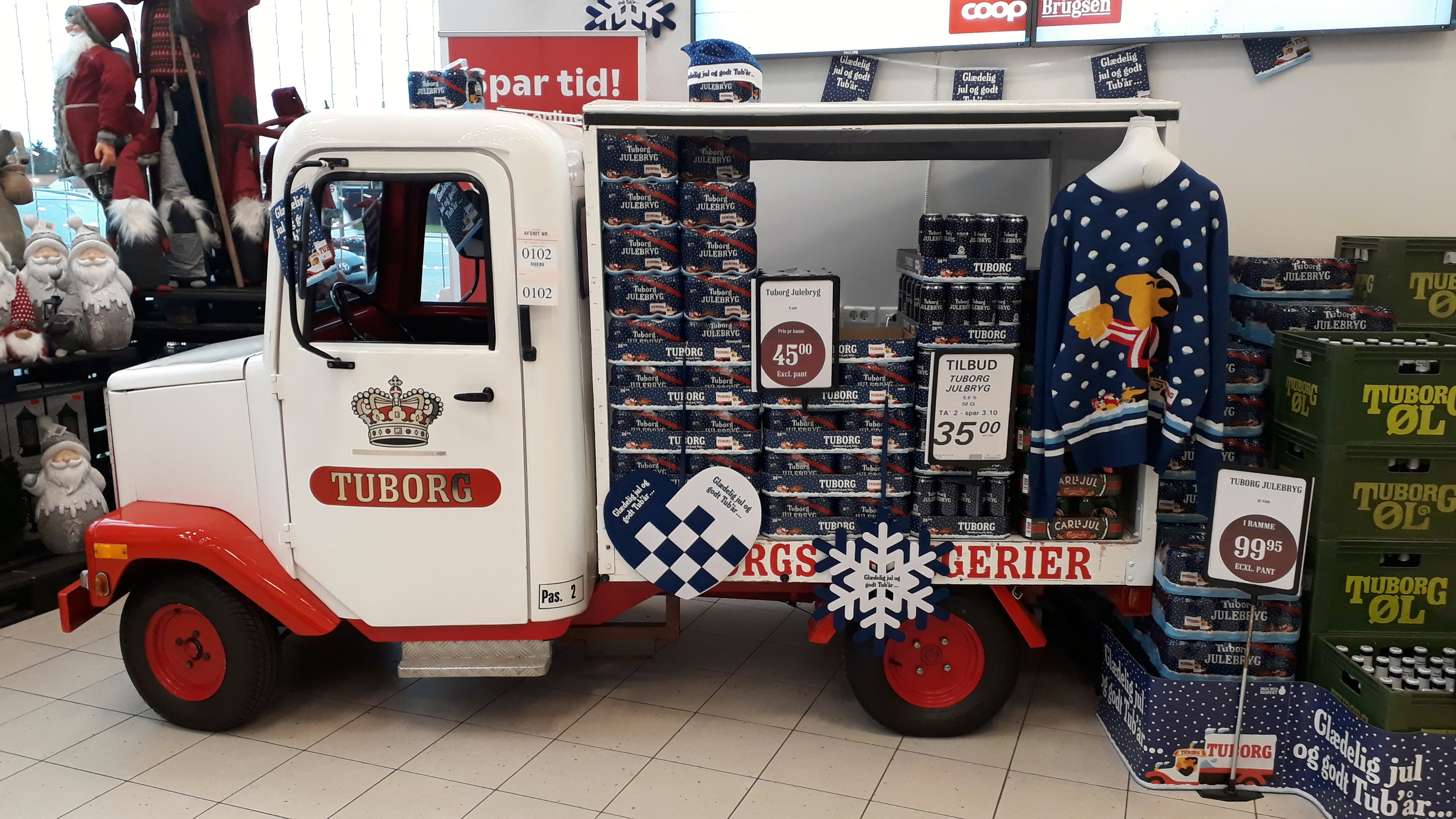
販売されるツボルグのユールブリュック

ユールブリュック（デンマーク語: Julebryg）は、デンマークのクリスマスビール。中世からクリスマスから新年の時期には、通常のビール（エール）よりもアルコール度数が高く、スパイス類を入れて（通常のビールよりも）長期間の発酵、熟成を行った特別ビールが飲まれてきた。また、伝統的なデンマークのクリスマス料理であるライスプディングと合うアルコール度数が低い甘めの白ビールも飲まれてきた。
クリスマスビールが市販されたのは1958年からである。
1981年にカールスバーグがツボルグのクリスマスビールのPR映画を製作したことで、デンマーク国民に普及するようになった。
1990年になるとツボルグはクリスマスビールの解禁日をクリスマス（ユール、Jul）の頭文字から「J-day」と呼び、11月第2水曜日23時59分と設定した。しかし、クリスマスビールの解禁直後から飲み過ぎて翌日の学校の授業に出てこない学生が続出したため、ツボルグは学校側からの要請を受けて、1999年より11月第1金曜日20時59分に解禁日を変更した。
クリスマスビールが解禁となる20時59分から21時59分まで、ツボルグのクリスマスビールを飲み放題というサービスを行うパブやレストランも多く、クリスマスシーズンの到来を知らせるイベントと認識されている。